# Aburina chrysea
Aburina chrysea là một loài bướm đêm trong họ Noctuidae.